# Ноуэлс, Рик
Рик Ноуэлс (англ. Rick Nowels, род. 16 марта 1960, Сан-Франциско, США) — американский продюсер, автор песен, композитор и музыкант, участвовал в написании многих хитов современных исполнителей, таких как Лана Дель Рей, Адель, Marina and the Diamonds, Нелли Фуртадо, Си Ло Грин, Джон Ледженд, Сия, Люкке Ли, Jamie xx, Брэндон Флауэрс, Мадонна, Дайдо, Tiësto, Santana, Тупак Шакур, Fleetwood Mac, Белинда Карлайл и Стиви Никс.

## Известные проекты
Рик Ноуэлс является соавтором трека «Falling into You» для певицы Селин Дион с одноимённого альбома, выпущенного в 1996 году. В следующем году, альбом получил премию «Грэмми» в номинацию «Лучший альбом года», соответственно Рик Ноуэлс тоже получил награду. Так же Рик Ноуэлс получил награду как соавтор и продюсер сингла «White Flag» для исполнительницы Дайдо. Сингл получил награду в номинации «Лучший хит года» премии Айвора Новелло в 2004 году.
В 2015 году написал как соавтор все треки с альбома Ланы Дель Рей Honeymoon. Особо известными треками с этого альбома являются «Honeymoon», «High by the Beach», «Music to Watch Boys To» и «Terrence Loves You». Альбом является четвёртым у певицы. Рик Ноуэлс особо известен как друг Ланы, и писал с ней треки для таких её альбомов и сборников, как Born to Die, Paradise, Ultraviolence и Honeymoon. Вместе с певицей Адель в 2015 году написал бонус-трек к альбому 25 — «Why Do You Love Me».
Среди последних работ необходимо выделить запись несколько текстов для Тома Оделла (Tom Odell) для его альбома «Monsters» 2021 года.

## Награды
- 2014: Satellite award for Best Original Song — «Young and Beautiful» (песня Lana Del Rey)
- 2014: Grammy Nomination for Best Song Written for Visual Media — «Young and Beautiful» (песня Lana Del Rey)
- 2011: ASCAP award — «Fallin for You» (песня Colbie Caillat)
- 2008: Grammy Nomination for Best Rap/Sung Collaboration — «Green Light» (John Legend feat. Andre 3000)
- 2005: ASCAP award — «White Flag» (песня Dido)
- 2004: Ivor Novello International Song of Year Award — «White Flag» (песня Dido)
- 2004: ASCAP song of the year — «The Game of Love» (песня Santana feat. Michelle Branch)
- 2004: ASCAP award — «The Game of Love» (песня Santana feat. Michelle Branch)
- 2000: ASCAP award — «You Get What You Give» (песня New Radicals)
- 2000: Ivor Novello nomination — «I Turn to You» (песня Mel C)
- 1996: ASCAP award — «Body and Soul» (песня Anita Baker)
- 1996: Grammy Award for Album of the Year — «Falling into You» (песня Celine Dion)[13]
- 1996: Grammy nomination for Best R and B Single — «Body and Soul» (песня Anita Baker)[14]
- 1990: ASCAP award — «Rooms on Fire» (песня Stevie Nicks)
- 1988: ASCAP award — «Heaven Is a Place on Earth» (песня Belinda Carlisle)
- 1988: Grammy nomination for Best Pop Vocal — «Heaven Is a Place on Earth» (песня Belinda Carlisle)